# 無程式碼開發平台

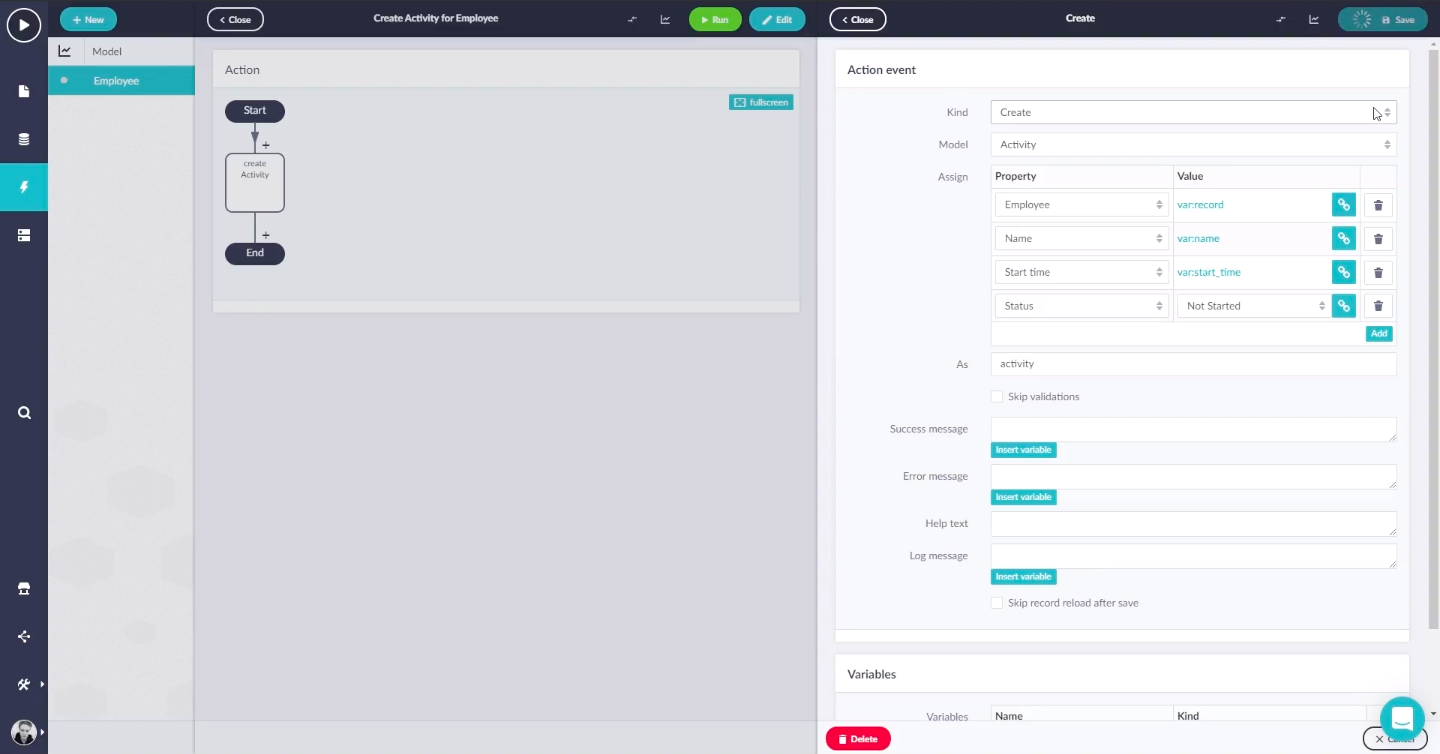
Betty Blocks 無程式碼開發平台

無程式碼開發平台（英語：No-Code Development Platform，簡稱NCDP）是可以讓程式設計者及一般用戶不用傳統程式設計語言即可以開發应用程序的開發平台，使用的是圖形用戶介面（GUI）以及組態。無程式碼開發平台和低程式碼開發平台（LCDP）有密切關係，兩者都是為了加快應用程式開發流程所設計的。這些平台使用的人越來越多，因為計多公司面臨到行動裝置工作環境的需求越來越大，而有足夠能力的程序员人數始終不足。
平台會依其功能、整合程度、以及市場利基而有變化。有些應用程式只針對單一的業務功能（例如資料擷取或是工作流），有些則希望將完整的企业资源计划工具整合到手機應用中。

## 應用
企業使用無程式碼開發平台的目的，常常是為了要用以雲端為基礎的流動應用程式，將其流程數位化。無程式碼的工具不像傳統IT的工具是針對泛用型的應用所開發，無程式碼的工具多半是針對特定業務範圍的用戶。這些焦點的調整可以跳過傳統IT開發時，有關時間、金錢以及珍貴軟體開發人力的投入，有助於讓開發流程加速，也讓團隊的商業策略可以和快速開發流程同步。NCDP也常利用企業層級的API以及網頁服務目錄、開放資料庫、已測試及驗證過的模版庫，來整合已有的企業系統，並且增加實用的用戶功能層。
從傳統企业级软件，到精益軟體開發方法論的轉換也改變了傳統信息技术領導者以及IT部門的角色。IT不只是核可新的技術，也是核可新工具的程序以及開發，IT的角色也越來越變成在治理業務範圍用戶為了其工作流程所開發的專用工具。
使用無程式碼開發平台的潛在好處有：
- 方便存取：2018年時，估計有超過一半的B2E（商業對員工）手機應用程式是由企業的商業分析師利用無程式碼開發平台產生。應用程式的潛在開發者從有寫程式能力的員工，轉變成可以存取網路，功能性業務敏銳度的員工[6]
- 靈活：無程式碼開發平台多半會提供某種程度的模版式使用者介面，以及符合一般需求的使用機能介面，例如表單、工作流以及資料顯示介面，讓應用程式創建者加快部分應用程式創建過程[7]。
- 豐富：無程式碼開發平台以往只提供一些基本的功能，現在已提供更多豐畐的機能及整合性，讓使用者可以設計、開發及布署符合特定商業需求的應用程式[8]

## 和低程式碼開發平台的比較
無程式碼開發平台和低程式碼開發平台之間的分界不太明確，視應用程式的完整功能而定，主要有以下三項的差異：
- 應用程式創建者：所有終端客戶都可以使用無程式碼開發平台，而低程式碼開發平台中有一些平台的限制，在開發應用程式中，需要在這些限制下進行。
- 核心設計：無程式碼開發平台的運作方式是模型驅動、宣告式的開發方式，終端用戶使用拖拉物件或是簡單的敘述來設計應用程式。低程式碼開發平台比較多是需要一個嚴謹的核心，以標明應用程式的核心架構[9]。
- 用户界面：無程式碼開發平台一般會透過已有的用户界面層，以簡化應用程式的設計。低程式碼開發平台在使用者界面上靈活度較高，但代價是需要額外撰寫程式，以及需求帶來的複雜度[10]。

## 資安上的疑慮
隨著無程式碼開發平台的日漸普及，其平台資安上的議題也開始受到關注，特別是那些會處理客戶資料的軟體。有一個常見的看法，認為無程式碼開發平台更容易出現資安上的威脅，因為軟體是由非軟體專業的企業用戶所產生。不過也有觀點認為平台上的軟體，其風險比客戶撰寫的軟體要低，因為會由不同應用程式的使用來確認程式的情形。無程式碼開發平台允許平台對用戶隱藏所有在後端進行的事務，因此終端客戶可以在不影響平台應用程式機能，也不影響資料安全性的情形下，依平台應用程式撰寫其需要機能。

## 批評
有些IT專家提出質疑，授權沒有除錯能力的一般商業用戶來開發軟體，是否是個可持續的努力方向。也有專家將無程式碼開發平台和其他軟體開發的潮流相比較，例如第四代程式語言以及快速應用程式開發，這些軟體開發方式一開始也認為會為軟體開發帶來革命性的進展

## 著名的無程式碼開發平台
- Airtable
- AppSheet（英语：AppSheet）
- Rakuten Aquafadas（英语：Aquafadas）
- Bubble（英语：Bubble (programming language)）
- DronaHQ（英语：DronaHQ） Studio
- FileMaker
- Kintone（英语：Kintone）
- monday.com（英语：monday.com）
- QuickBase, Inc.（英语：QuickBase, Inc.）
- Salesforce.com Lightning Platform
- Webflow
- YOOV+（英语：YOOV+）
- Zapier（英语：Zapier）

## 外部連結
- Pattani, Aneri (16 November 2016) "A coding revolution in the office cube sends message of change to IT" （页面存档备份，存于）. CNBC. Retrieved 15 November 2017.

- Drake, Evan (1 March 2020) [How To Build An App With No Code: 7 Steps To Scale Your Idea https://www.amazon.com/dp/B0858SSDNW/ “How To Build Your App With No Code: 7 Steps To Scale Your Idea”]. Wildwood Partners LLC.